# Acalypha ecuadorica
Acalypha ecuadorica é uma espécie de flor do gênero Acalypha, pertencente à família Euphorbiaceae.